# Gruppo della calcite
Il gruppo della calcite è un gruppo di minerali con formula chimica generica AXO3. Sono isostrutturali e caratterizzati da gruppo spaziale R3c e da classe o gruppo puntuale 3 2/m.

## Struttura generale
Nei minerali del gruppo della calcite la presenza del gruppo carbonato, che ha forma triangolare, rende la struttura del minerale romboedrica. In particolare i gruppi anionici (CO3)2- giacciono in piani posti ad angolo retto rispetto all'asse (c) ternario, alternati da piani costituiti da gruppi di cationi (in particolare nel caso della calcite, gli strati di cationi sono costituiti da ioni di calcio posti in coordinazione 6 con gli ossigeni dei gruppi (CO3)).

## Soluzioni solide

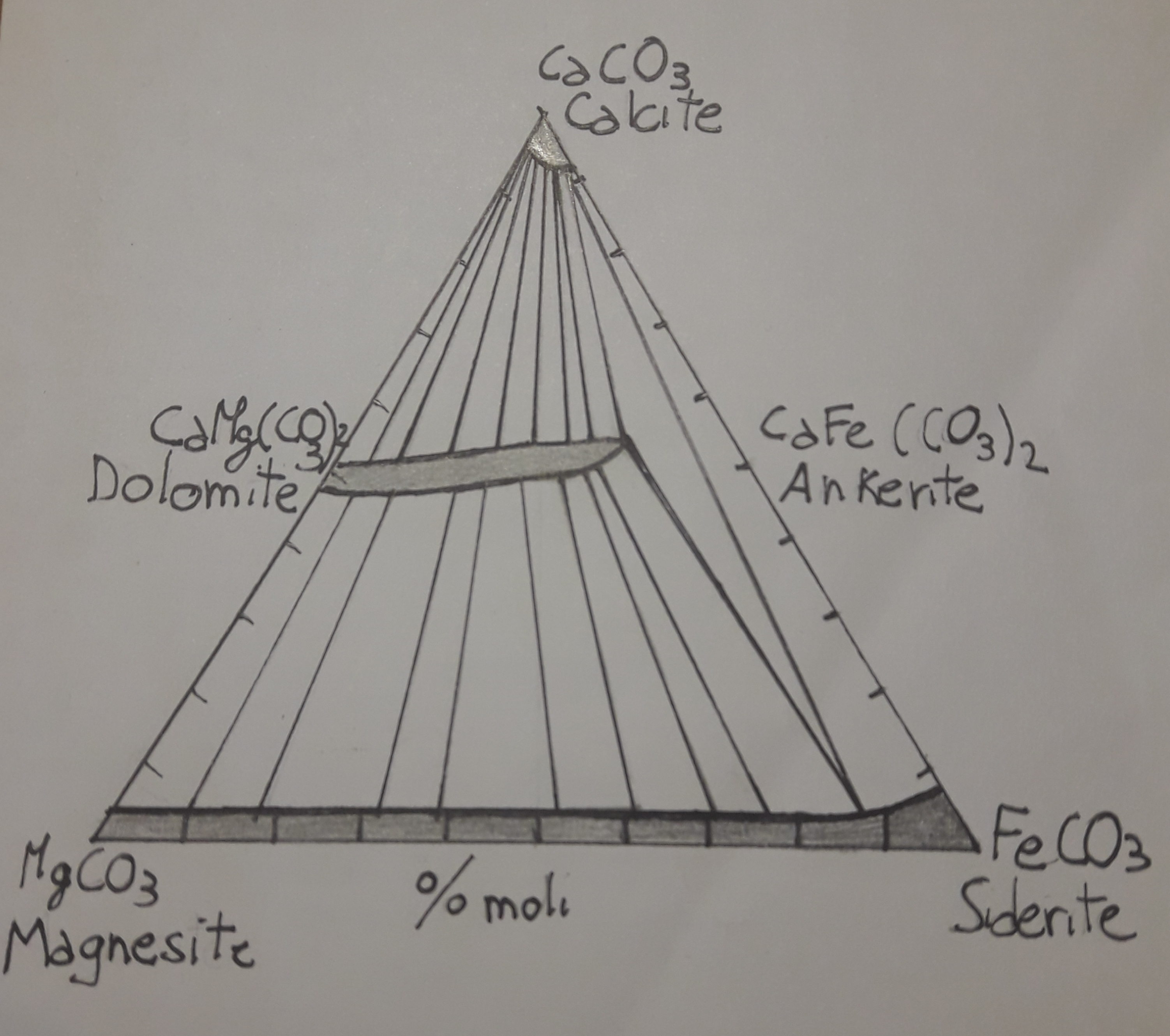
soluzioni solide dei carbonati

Nel gruppo dei carbonati trigonali si possono formare delle soluzioni solide. 
Nel gruppo della calcite le sostituzioni solide del gruppo tra magnesio (Magnesite Mg(CO3) e ferro (Siderite Fe(CO3) sono possibili in tutte le proporzioni; mentre il calcio (calcite Ca(CO3) non forma soluzioni solide con gli altri ioni tranne che con manganese (rodocrosite Mn(CO3). Ciò comporta che all’interno della struttura del gruppo della calcite mentre gli strati composti da gruppi anionici (CO3) rimarranno inalterati; negli strati di cationi, gli atomi di ferro e di magnesio potranno essere sostituiti in tutte le proporzioni (hanno numeri di coordinazione simile), mentre non avverranno frequenti sostituzioni tra il calcio e il ferro o il magnesio.

## Caratteristiche generali
| caratteristiche | |
| --------------- | --- |
| Sfaldatura      | romboedrica perfetta, secondo il piano{\displaystyle \{}10{\displaystyle {\bar {1}}1}{\displaystyle \}} |
| Colore          | variabile                                                                                               |
| Lucentezza      | principalmente vitrea                                                                                   |
| Diafanità*      | da trasparente a traslucido                                                                             |
| Durezza (H)     | da 3 a 4,5                                                                                              |
| Densità' (G)    | da 2,71 a 4,45                                                                                          |
| Effervescenza   | effervescenti in acido cloridrico (HCl) (alcuni a bassa altri ad alta temperatura)                      |

- Diafanità= qualità di luce che possono trasmettere

## Minerali del gruppo della calcite

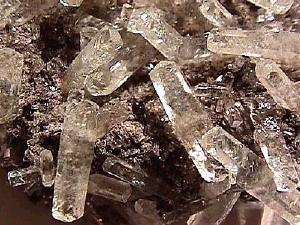
minerale di Calcite

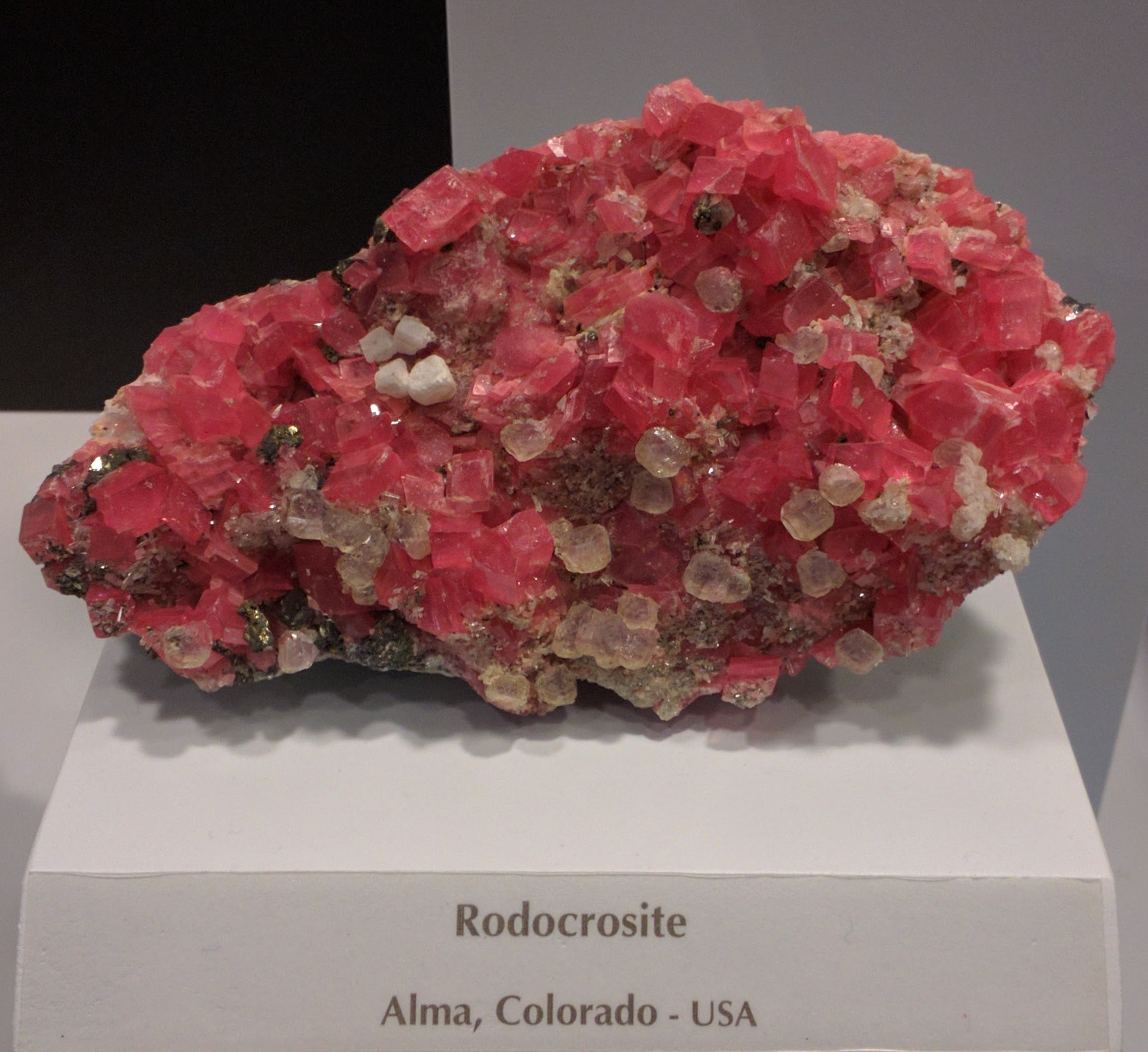
minerale di Rodocrosite

- Calcite Ca(CO3)
- Gaspéite (Ni,Mg,Fe)CO3
- Magnesite Mg(CO3)
- Otavite CdCO3
- Rodocrosite Mn(CO3)
- Sferocobaltite CoCO3
- Siderite Fe(CO3)
- Smithsonite Zn(CO3)